# Curvibasidium pallidicorallinum
Curvibasidium pallidicorallinum är en svampart som beskrevs av Golubev, Fell & N.W. Golubev 2004. Curvibasidium pallidicorallinum ingår i släktet Curvibasidium, klassen Microbotryomycetes, divisionen basidiesvampar och riket svampar. Inga underarter finns listade i Catalogue of Life.